# Ranking FIBA
Ranking FIBA – zestawienie reprezentacji narodowych w koszykówce zrzeszonych w Fédération Internationale de Basketball (FIBA), punkty do rankingu wliczane są tylko za zawody rozgrywane pod egidą FIBA (nie liczy się innych turniejów i meczów towarzyskich). Obliczanie obejmuje dwa cykle olimpijskie (8 lat).

## Rankingi

### mężczyzn
stan na 16 września 2019.
| Pozycja | Zespół            | Punkty |
| ------- | ----------------- | ------ |
| 1       | Stany Zjednoczone | 786,4  |
| 2       | Hiszpania         | 731,5  |
| 3       | Australia         | 673,6  |
| 4       | Argentyna         | 670,5  |
| 5       | Francja           | 665,4  |
| 6       | Serbia            | 661,6  |
| 7       | Grecja            | 656,4  |
| 8       | Litwa             | 643,9  |
| 9       | Rosja             | 606,4  |
| 10      | Czechy            | 596,8  |
| 11      | Brazylia          | 593,4  |
| 12      | Włochy            | 593,3  |
| 13      | Polska            | 583    |
| 14      | Chorwacja         | 524,7  |
| 15      | Turcja            | 524,6  |
| 16      | Słowenia          | 513,4  |
| 17      | Portoryko         | 506,8  |
| 18      | Niemcy            | 501,4  |
| 19      | Dominikana        | 494,3  |
| 20      | Wenezuela         | 482,1  |

### kobiet
stan na 20 sierpnia 2016 r.
| Pozycja | Zespół            | Punkty |
| ------- | ----------------- | ------ |
| 1       | Stany Zjednoczone | 1000,0 |
| 2       | Hiszpania         | 670,0  |
| 3       | Francja           | 560,0  |
| 4       | Australia         | 460,0  |
| 5       | Czechy            | 365,0  |
| 6       | Kanada            | 340,0  |
| 7       | Turcja            | 304,0  |
| 8       | Brazylia          | 296,0  |
| 9       | Serbia            | 276,0  |
| 10      | Chiny             | 256,0  |
| 11      | Rosja             | 244,0  |
| 12      | Białoruś          | 224,0  |
| 13      | Japonia           | 173,0  |
| 14      | Kuba              | 131,0  |
| 15      | Korea Południowa  | 130,0  |
| ...     | ...               | ...    |
| 36      | Polska            | 17,0   |

## Obliczanie

### Ranga imprez
| Ilość | Impreza                                                                                     | Ranga |
| ----- | ------------------------------------------------------------------------------------------- | ----- |
| 2     | Mistrzostwa świata w koszykówce mężczyzn i Mistrzostwa świata w koszykówce kobiet           | 5     |
| 2     | turniej olimpijski                                                                          | 5     |
| 2     | Mistrzostwa świata U-21 w koszykówce mężczyzn i Mistrzostwa świata U-21 w koszykówce kobiet | 1     |
| 2     | Mistrzostwa świata U-19 w koszykówce mężczyzn i Mistrzostwa świata U-19 w koszykówce kobiet | 1     |
| 5     | Mistrzostwa Afryki w koszykówce mężczyzn i Mistrzostwa Afryki w koszykówce kobiet           | 0.2   |
| 5     | Mistrzostwa Ameryki w koszykówce mężczyzn i Mistrzostwa Ameryki w koszykówce kobiet         | 0.8   |
| 5     | Mistrzostwa Azji w koszykówce mężczyzn i Mistrzostwa Azji w koszykówce kobiet               | 0.3   |
| 5     | Mistrzostwa Europy w koszykówce mężczyzn i Mistrzostwa Europy w koszykówce kobiet           | 1     |
| 5     | Mistrzostwa Oceanii w koszykówce mężczyzn i Mistrzostwa Oceanii w koszykówce kobiet         | 0.1   |

### Punkty w imprezie za miejsce
| Miejsce w imprezie         | Punkty |
| -------------------------- | ------ |
| Złoty medal (1. miejsce)   | 50     |
| Srebrny medal (2. miejsce) | 40     |
| Brązowy medal (3. miejsce) | 30     |
| 4. miejsce                 | 15     |
| 5. miejsce                 | 14     |
| 6. miejsce                 | 13     |
| 7. miejsce                 | 13     |
| 8. miejsce                 | 11     |
| 9. miejsce                 | 10     |
| 10. miejsce                | 9      |
| 11. miejsce                | 8      |
| 12. miejsce                | 7      |
| 13. miejsce                | 6      |
| 14. miejsce                | 5      |
| 15. miejsce                | 4      |
| 16. miejsce                | 3      |
| 17. miejsce                | 2      |
| 18. miejsce i niższe       | 1      |